# György Konrád
György Konrad (Berettyóújfalu, 2 aprile 1933 – Budapest, 13 settembre 2019) è stato uno scrittore, giornalista e sociologo ungherese.
Acclamato dalla critica, è stato presidente del Pen Club internazionale e ha vinto il Premio Internazionale per la Pace, conferitogli a Francoforte nel 1989.
Arrestato per agitazione sovversiva, ha vissuto a lungo all'estero ai tempi del regime comunista. Tornato in patria e presa parte attiva alla vita politica, è diventato uno dei capi del Movimento dei liberi democratici ungheresi, affermatosi come secondo partito alle elezioni del 1990. Si è affermato con il romanzo A látogató (1969; trad. it. "Il visitatore", 1975), di tematica sociale, al quale hanno fatto seguito altri romanzi di analoga ispirazione (Új lakótelepek, "Quartieri popolari", 1969; A városalapító, "Il fondatore delle città", 1977; Uitgeverij Van Gennep, "Il Perdente", 1980, tradotto da Bompiani; A cinkos, "Il collaboratore", 1983; Kerti mulatság, "La festa nel giardino", 1987) e saggi: Az autonómia kisértése ("La tentazione dell'autonomia", 1980); Európa köldökén ("Nell'ombelico d'Europa", 1990); Az újjászületés melankóliá ("La melanconia della rinascita", 1991). Tra le pubblicazioni più recenti si ricordano ancora: Kőóra ("Orologio di pietra", 1995), A láthatatlan ("La voce invisibile", 2000), Harangjáték (2009), Zsidókról (2010).
Scrive nel 1984 il testo "Antipolitica" in cui sviluppa la sua critica alla sfera politica dell'Europa Orientale. Il suo pensiero rappresenta un appello in favore della semplice attività umana nella vita di tutti i giorni. "Non è possibile spiegare la politica - scrive Konrad - se non nell'ambito che le è più peculiare: il potere. Qualsiasi approccio alla politica è destinato a fallire se ci si allontana dalla prospettiva di quel genio di Machiavelli, secondo il quale il fine del potere è il potere stesso e il principe non vuole soltanto prendere il potere ma anche mantenerlo e allargarlo. Questa è la funzione o se preferite il suo compito. [...] Non credo che l'Europa Orientale risorgerà sulle ali di movimenti essenzialmente basati sull'emotività, con pletori di tribuni del popolo e personalità rivoluzionarie. I nostri sentimenti non possono più essere influenzati da indignazione o rabbia. Tutto questo è sorpassato, è lostile di quelli che fanno leva, in maniera melodrammatica, sulle passioni degli altri o su una qualche ineludibile necessità storicaper conquistare il potere per sé stessi. Niente sarebbe più grave per l'Europa centro-orientale che cadere schiavi di un modo di pensare retorico e misticheggiante tipico della tradizione giacobino-leninista: la realtà richiede un comportamento diverso. Nell'Europa centro-orientale modernità significa riconoscere le durature tendenze della nostra storia e concentrarsi sul loro perdurare; significa cioè riconoscere i processi in corso e aiutarli a maturare, evitando i cliché ideologici e teatrali. [...] Nella nostra aerea è giunto il momento per una sorta di politica - o piuttosto antipolitica- che non significa meramente aspirare ad un incarico statale. Essa non comporterebbe un lavoro migliore, una promozione, un aumento dello stipendio, né una macchina di stato, una guardia del corpo, o un nugolo di segretarie, bensì la difesa del posto, del lavoro, che abbiamo ora e che vogliamo mantenere. L'antipolitica non è un sogno del futuro ma è rispetto per il presente..."
Nel 1984 vinse il Premio Herder.

## Opere tradotte in italiano
- Il visitatore, Milano, Bompiani, 1975
- Il perdente, trad. di Bruno Ventavoli, Milano, Anabasi, 1995
- Ebrei : il popolo universale, traduzione di Éva Horváth, Udine, Gaspari, 2013
- Partenza e ritorno, traduzione di Andrea Rényi, Rovereto, Keller, 2015